# Ballao
Ballao (/balˈlao/, Ballau in sardo) è un comune italiano di 716 abitanti della Città metropolitana di Cagliari.

## Geografia fisica

### Territorio
Ballao è situato nella subregione del Gerrei; il paese si sviluppa in prossimità di un'ansa del fiume Flumendosa a circa 90 m s.l.m. Il territorio comunale si estende per 46 km².

### Clima
Il clima si presenta afoso in estate e umido in inverno.

## Origini del nome
L'origine del nome potrebbe derivare dalla parola spagnola balay (cioè "cesto", "recipiente"). 
Secondo la teoria di Eduardo Blasco Ferrer, il toponimo è paleosardo e deriva dal lessema *aLa - *al ("campo adatto al pascolo") + /b/ iniziale prostetica.

## Storia
L'area fu abitata già nel età del bronzo (sono presenti un pozzo sacro e alcuni nuraghi), fu poi sede di una stazione di posta romana (sono state trovate alcune monete romane) e territorio dell'Impero romano d'Oriente.
Durante il medioevo appartenne al Giudicato di Cagliari e fece parte della curatoria del Gerrei. Nel 1258, alla caduta del giudicato, passò per breve tempo al Giudicato di Arborea, nel 1300 alla Repubblica di Pisa e nel 1324 alla Corona d'Aragona. Nel 1681 fu incorporato nella contea di Villasalto, feudo della famiglia Zatrillas, e un ventennio più tardi nel marchesato di Villaclara, feudo prima degli Zatrillas e poi dei Vivaldi Pasqua. Restò feudo di quest'ultima famiglia fino al 1839, quando venne riscattato con la soppressione del sistema feudale. Divenne poi un comune gestito da un sindaco e da un consiglio comunale.
Nel 1834, Goffredo Casalis descrisse il villaggio con queste parole:

### Simboli

Stemma di Ballao
Gonfalone di Ballao

Il Presidente della Repubblica, Ciampi, con Decreto Presidenziale del 23 luglio 2004, ha concesso al Comune di Ballao lo stemma e il gonfalone. La figura posta come emblema dello stemma e del gonfalone è un cinghiale.

#### Stemma
(D.P.R. del 23 luglio 2004)

#### Gonfalone
(D.P.R. del 23 luglio 2004)

#### Bandiera
(D.P.R. 3 dicembre 2013)

## Monumenti e luoghi d'interesse

### Architetture religiose
All'interno del territorio sono presenti alcune chiese di origine bizantina:
- Santa Cruxi (Santa Croce)
- Sant'Arroccu (San Rocco)
- Santa Maria Nuraxi (Santa Maria Cleofe)
- Santu Pedru (San Pietro)

Molte di queste chiese erano inizialmente dedicate a santi orientali a causa della grande affluenza di monaci bizantini nella zona. Successivamente allo Scisma d'Oriente questi monaci furono costretti ad abbandonare l'isola e le chiese vennero ricostruite seguendo lo stile romanico.

### Architetture civili

#### Miniere
Nella zona della frazione Corti Rosas, a circa 4 km dall'abitato, è presente una miniera di 15 ettari ormai in disuso.
Nel 1796 l'ingegnere piemontese Belly segnalò la presenza nella zona di stibnite (minerale utilizzato per la creazione di metalli, batterie elettriche, in fuochi d'artificio, tessuti, gomma e vetro).
La miniera ebbe un notevole sviluppo negli anni del fascismo e arrivò a contare (insieme alla miniera di Su Suergiu) un migliaio di operai.
L'estrazione andò avanti fino agli anni settanta.
Nel corso dell'attività venne scoperta la presenza di antimonio, arsenopirite, barite, bornite, calcite, calcopirite, cetineite, chermesite, diopside, fluorite, marcasite, pirite, quarzo, sheelite, stibiconite, sénarmontite, valentinite, wollastonite.
La miniera fa oggi parte del Parco Geominerario Storico ed Ambientale della Sardegna.

### Siti archeologici
Presso la località Santa Maria de Nurai era situato Nuraxi, un antico villaggio di origine medievale che si spopolò nel XIV secolo a causa di una epidemia di peste.

#### Funtana Coberta
Pozzo sacro di origine nuragica la cui costruzione si può datare fra il 1200 e l'850 a.C. Gli antichi abitanti vi celebravano le cerimonie legate all'adorazione delle acque.
Al suo interno sono stati trovati oggetti in bronzo tra cui spade per i giuramenti religiosi, lastre metalliche oxhide e sculture di bronzo.

### Aree naturali
Zona di caccia e raccolta di funghi, è amata dai naturalisti. Offre la possibilità di dedicarsi a pesca e canottaggio.
Il paesaggio è caratterizzato dalla presenza del Flumendosa. La vegetazione è composta principalmente da tamerici, oleandri e piante fluviali. A livello di fauna è possibile trovare germani, aironi cenerini, nutrie, fagiani, gruccioni e tartarughe.

## Società

### Evoluzione demografica
Abitanti censiti

### Lingue e dialetti
La variante del sardo parlata a Ballao è il campidanese sarrabese.

### Tradizioni e folclore

#### Ricorrenze
Sempre Goffredo Casalis scrisse:
Tra le principali ricorrenze:
- Santa Maria Cleofe: ogni lunedì dell'Angelo si festeggia in onore di Santa Maria di Cleofe (denominata dai ballaese "Santa Maria Nuraxi") in una chiesa campestre ai confini con Silius. I festeggiamenti e la processione sono accompagnati da canti e balli tipici sardi.[5]
- Santu Predu: si festeggia in onore del santo in una chiesa posta a circa 1 km dall'abitato. Seguono festeggiamenti e una processione.[5]
- Santa Maria Maddalena: a partire dal XIII secolo, il 22 luglio, si festeggia la patrona del paese in una chiesa a lei consacrata. I festeggiamenti durano solitamente 3 o 4 giorni.[5]
- Santa Vitalia: un tempo una delle feste più importanti del Gerrei, si celebra ogni primo lunedì di ottobre. Seguivano festeggiamenti e fiere.[5]
- Is Aimedasa: il 2 novembre i bambini, rappresentando le anime dei defunti, vanno per le case a chiedere dolci e frutta.[5]

Il costume tradizione è ormai in disuso e anche l'artigianato tipico del paese rischia di scomparire. Nella zona è molto praticata la caccia, soprattutto battute per il cinghiale.

## Cultura

### Biblioteche
A partire dal 1983 Ballao è servito da una biblioteca comunale il cui patrimonio è composto da circa 9000 volumi.

### Cucina
La cucina tradizionale si compone di alcuni dolci come: is perichittusu de entu, is perichittusu normali, is pabassinas, pistoccheddusu de crobi, pardulas, amaretti, pistoccheddusu de caffei e arrubbiousu.

## Economia
A livello agricolo si coltivano cereali, frumento, ortaggi, foraggi, olivi, agrumi, viti e altra frutta. Si allevano bovini, suini, ovini e caprini.
L'artigianato è specializzato nella produzione di cesti e stuoie.
Il terziario è composto da una sufficiente rete distributiva ma necessità di servizi qualificati e strutture sociali rilevanti.

## Amministrazione

Il gonfalone comunale

| Periodo         | Periodo         | Primo cittadino              | Partito                                 | Carica  | Note   |
| --------------- | --------------- | ---------------------------- | --------------------------------------- | ------- | ------ |
| 23 aprile 1995  | 16 aprile 2000  | Francesco Maria Manca        | liste civiche di centro-sinistra        | Sindaco | [ 19 ] |
| 16 aprile 2000  | 8 maggio 2005   | Pier Luigi Romolo Pilia      | lista civica                            | Sindaco | [ 20 ] |
| 8 maggio 2005   | 30 maggio 2010  | Francesco Maria Manca        | lista civica                            | Sindaco | [ 21 ] |
| 30 maggio 2010  | 31 maggio 2015  | Severino Cubeddu             | lista civica "Cambiare si Può"          | Sindaco | [ 22 ] |
| 31 maggio 2015  | 26 ottobre 2020 | Severino Cubeddu             | lista civica "Uniusu Po Sa Idda Ballao" | Sindaco | [ 23 ] |
| 26 ottobre 2020 | -               | Gian Franco Raffaele Frongia | lista civica "Ballao Cambia"            | Sindaco | [ 24 ] |